# Isosaari (ö i Finland, Södra Savolax, Pieksämäki, lat 62,18, long 27,19)
Isosaari är en ö i Finland. Den ligger i sjön Iso-Naakkima och i kommunen Pieksämäki i den ekonomiska regionen  Pieksämäki ekonomiska region  och landskapet Södra Savolax, i den södra delen av landet, 250 km nordost om huvudstaden Helsingfors. Öns area är 1,2 hektar och dess största längd är 150 meter i öst-västlig riktning.